# Cesar Reizei
Cesar Reizei (冷泉天皇 Reizei-tennō, 12. junij 950 – 21. november 1011) je bil 63. japonski cesar v skladu s tradicionalnim redom nasledstva. Reizei je vladal med leti 967 in 969.

## Tradicionalna zgodba
Pred njegovim vzponom na krizantemin prestol je bilo njegovo ime (imina) Norihira-šinnō (憲平親王).
Norihira-shinnō je bil drugi sin cesarja Murakamija. Njegova mati je bila cesarica Jasuko, hčerka ministra na desni Fudživara no Morosukeja. Kmalu po njegovem rojstvu je bil imenovan za prestolonaslednika. Ta sklep je bil domnevno dosežen pod vplivom Morosukeja in njegovega brata Fudživara no Sanejorija, ki sta se polastila moči na dvoru.
Na starodavnem Japonskem so obstajali štirje plemeniti klani, t.i. Genpeitōkitsu (源平藤橘). Eden od teh klanov, klan Minamoto (源氏), znan tudi kot Gendži, od tega pa veja Reizei Gendži (冷泉源氏), so potomci 63. cesarja Reizeija.

### Dogodki v času vladavine cesarja Reizeija
Zaradi vprašanja o duševnem zdravju princa Norihira je bilo njegovo nasledstvo nekoliko problematično. Leta 967 je njegov oče Murakami umrl in Reizei je sedel na prestol pri 18 letih.
- 5. julij 967 (Kōhō 4, 25. dan 5. meseca): V 16. letu vladavine (村上天皇十六年) je cesar Murakami umrl; nasledstvo (senso) je prejel njegov drugi sin. Kmalu zatem cesar Reizei pristopi k prestolu (sokui).[6]
- 969 (Anna 2): Reizei abdicira; prejme častni naziv Reizei-in džōkō. Njegova vladavina je trajal samo dve leti; nadaljnjih 44 let je prebil v pokoju.[7]
- 21. november 1011 (Kankō 8, 24. dan 10. meseca): Daidžō-tennō Reizei-in Džōkō je umrl v starosti 62 let.[8]

Dejansko mesto Reizeijevega groba je znano. Tradicionalno ga častijo v spominskem šintoističnem svetišču (misasagi) v Kjotu. Uprava japonskega cesarskega dvora je imenovala to mesto za Reizeijev mavzolej. Formalno se imenuje Sakuramoto ne misasagi

### Kugjō
Kugjo (公卿) je skupni izraz za peščico najbolj vplivnih moških, delujočih na dvoru japonskega cesarja v času pred obdobjem Meidži.
Večino časa so to elitno skupino sestavljali samo trije ali štirje možje naenkrat. Njihovo družinsko ozadje in izkušnje so jih pripeljale do vrha družbe. V času vladavine cesarja Reizeija so vrh organa Daidžō-kan sestavljali:
- Kanpaku, Ōno-no-mija Fudživara no Sanejori (藤原実頼), 900-970.
- Daijō-daijin, Fudživara Sanejori.
- Sadaidžin, Minamoto no Takaakira (源高明) (leta 969 premeščen zaradi incidenta Anna)
- Sadaidžin, Fudživara Morotada (藤原師尹)
- Udaidžin, Fudživara Morotada (藤原師尹), 920-969.
- Naidaidžin (ni imenovan)
- Dainagon, Fudživara ne Arihira (藤原在衡)
- Dainagon, Minamoto no Kaneakira (源兼明)
- Dainagon, Fudživara ne Koretada (藤原伊尹)

## Obdobjanengōv času vladavine cesarja Reizeija
Leta vladanja cesarja Reizeija sovpadajo z več kot enim imenom ere  nengō.
- Kōhō (964-968)
- Anna (968-970)

## Družice in otroci
Cesarica (Čūgū): cesarska princesa Masako (昌子内親王; 950-999) kasneje Kan'on'in taigō (観音院太后), hčerka cesarja Suzakuja
- Posvojeni sin: cesarski princ Nagahira (永平親王; 965-988)

Družica (Njōgo): Fudživara no Kaiši/Čikako (藤原懐子) (945-975), Fudživara no Koretadova hčerka
- Prva hčerka: cesarska princesa Sōši (宗子内親王; 964-986)
- Druga hčerka: cesarska princesa Sonši (尊子内親王; 966-985), 15. sain v svetišču Kamo 968-975; pozneje poročena s cesarjem Enjūjem (leta 980)
- Prvi sin: cesarski princ Morosada (師貞親王; 968-1008), kasnejši cesar Kazan

Družica (Njōgo): Fudživara no Čōši/Tōko (藤原超子; u.982), Fudživara no Kaneietova hčerka
- Tretja hčerka: cesarska princesa Micuko (光子内親王; 973-975)
- Drugi sin: cesarski princ Okisada (居貞親王; 976-1017), kasnejši cesar Sandžo
- Tretji sin: cesarski princ Tametaka (為尊親王; 977-1002)
- Četrti sin: cesarski princ Acumiči (敦道親王; 981-1007)

Družica (Njōgo): Fudživara no Fuši/Jošiko (藤原怤子) (?–?), Fudživara no Morosukejeva hčerka; kasneje tudi Naiši-no-Kami (尚侍) 982-989